# Піщанівка
Піща́нівка (до 1955 року — у складі села Підстепне) — село в Україні, у Олешківській міській громаді Херсонського району Херсонської області. Населення становить 582 осіб. З початку широкомасштабного вторгнення Росії в Україну село перебуває під російською військовою окупацією.

## Географія
Село розташоване за 12 км від центру територіальної громади, та за 3 км від найближчої залізничної станції Олешки.

## Історія
Хутори, які у 1940 році їх об'єднали у село Підстепне, були засновані в другій чверті XIX століття переселенцями з Правобережної України, Пензенської та Калузької губернії Росії та Молдови.
У 1955 році село було перейменовано на Піщанівку.

## Населення
Згідно з переписом УРСР 1989 року чисельність наявного населення села становила 518 осіб, з яких 237 чоловіків та 281 жінка.
За переписом населення України 2001 року в селі мешкали 582 особи.

### Мовний склад
Рідна мова населення за даними перепису 2001 року:
| Мова       | Чисельність, осіб | Доля     |
| ---------- | ----------------- | -------- |
| Українська | 553               | 95,02 %  |
| Російська  | 25                | 4,29 %   |
| Інше       | 4                 | 0,69 %   |
| Разом      | 582               | 100,00 % |

## Інфраструктура
У селі діють:
- Піщанівська загальноосвітня школа І ступеня (початкова);
- будинок культури;
- бібліотека;
- фельдшерсько-акушерський пункт.